# كولومبيانا
كولومبيانا (بالإنجليزية: Columbiana)‏ هي مدينة أمريكية تقع في ولاية ألاباما.تبلغ مساحة هذه المدينة 39.4 (كم²)،ويبلغ عدد سكانها 4197 نسمة حسب إحصاء سنة 2010 م.تشير الإحصاءات بأن الكثافة السكانية في هذه المدينة تقدر بـ(84.2) نسمة/كم2.

## التركيبة السكانية
حدّد مكتب تعداد الولايات المتحدة بيانات التركيبة السكانية لكولومبيانا في تعداد الولايات المتحدة. في ما يلي، التركيبة السكانية حسب تعدادي 2000 و2010.

### تعداد عام 2000
بلغ عدد سكان كولومبيانا 3,316 نسمة بحسب تعداد عام 2000، وبلغ عدد الأسر 1,260 أسرة وعدد العائلات 868 عائلة مقيمة في المدينة. في حين سجلت الكثافة السكانية 73.6 نسمة لكل كيلومتر مربع (190.6/ميل2). وبلغ عدد الوحدات السكنية 1,372 وحدة بمتوسط كثافة قدره 30.4 لكل كيلومتر مربع (78.7/ميل2).
وتوزع التركيب العرقي للمدينة بنسبة 78.59% من البيض و19.60% من الأمريكيين الأفارقة و0.24% من الأمريكيين الأصليين و0.15% من الأمريكيين ذوي الأصول الآسيوية و0.03% من سكان جزر المحيط الهادئ و0.66% من الأعراق الأخرى و0.72% من عرقين مختلطين أو أكثر و1.99% من الهسبانيون أو اللاتينيون من أي عرق.
بلغ عدد الأسر 1,260 أسرة كانت نسبة 37.9% منها لديها أطفال تحت سن الثامنة عشر تعيش معهم، وبلغت نسبة الأزواج القاطنين مع بعضهم البعض 51.8% من أصل المجموع الكلي للأسر، ونسبة 13.4% من الأسر كان لديها معيلات من الإناث دون وجود شريك، بينما كانت نسبة 3.7% من الأسر لديها معيلون من الذكور دون وجود شريكة وكانت نسبة 31.1% من غير العائلات. تألفت نسبة 29.2% من أصل جميع الأسر من عدة أفراد يعيشون في نفس المنزل ونسبة 12.9% كانت تتألف من شخص يعيش بمفرده يبلغ من العمر 65 عاماً أو أكثر. وبلغ متوسط حجم الأسرة المعيشية 2.50، أما متوسط حجم العائلات فبلغ 3.10.
بلغ العمر الوسطي للسكان 35.5 عاماً. وكانت نسبة 25.9% من القاطنين تحت سن الثامنة عشر، وكانت نسبة 7.4% بين الثامنة عشر والرابعة والعشرين عاماً، ونسبة 28.6% كانت واقعةً في الفئة العمرية ما بين الخامسة والعشرين والرابعة والأربعين عاماً، ونسبة 21.1% كانت ما بين الخامسة والأربعين والرابعة والستين، ونسبة 12.2% كانت ضمن فئة الخامسة والستين عاماً فما فوق. يوجد لكل 100 أنثى 93.3 ذكر، ويوجد لكل 100 أنثى في الثامنة عشر من عمرها فما فوق 83.7 ذكر.
بلغ متوسط دخل الأسرة في المدينة 34,034 دولارًا، أما متوسط دخل العائلة فبلغ 44,798 دولارًا. وكان متوسط دخل الذكور 34,350 دولارًا مقابل 21,193 دولارًا للإناث. وسجل دخل الفرد الخاص بالمدينة 18,086 دولارًا. وكانت نسبة 8.2% من العائلات ونسبة 11.5% من السكان تحت خط الفقر، وكان من هؤلاء نسبة 16.6% تحت سن الثامنة عشر ونسبة 14.2% في الخامسة والستين من العمر وما فوق.

## معرض صور

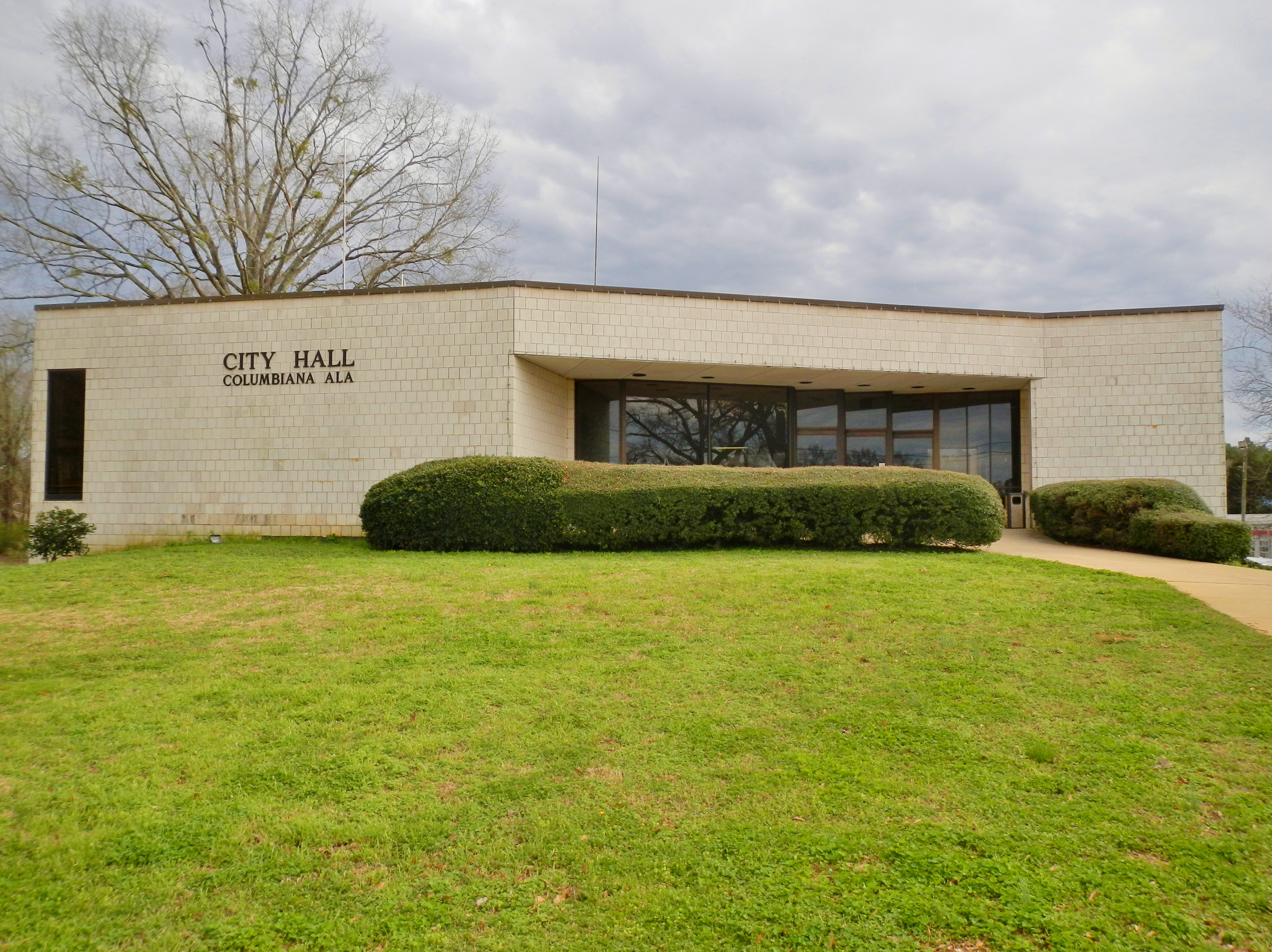
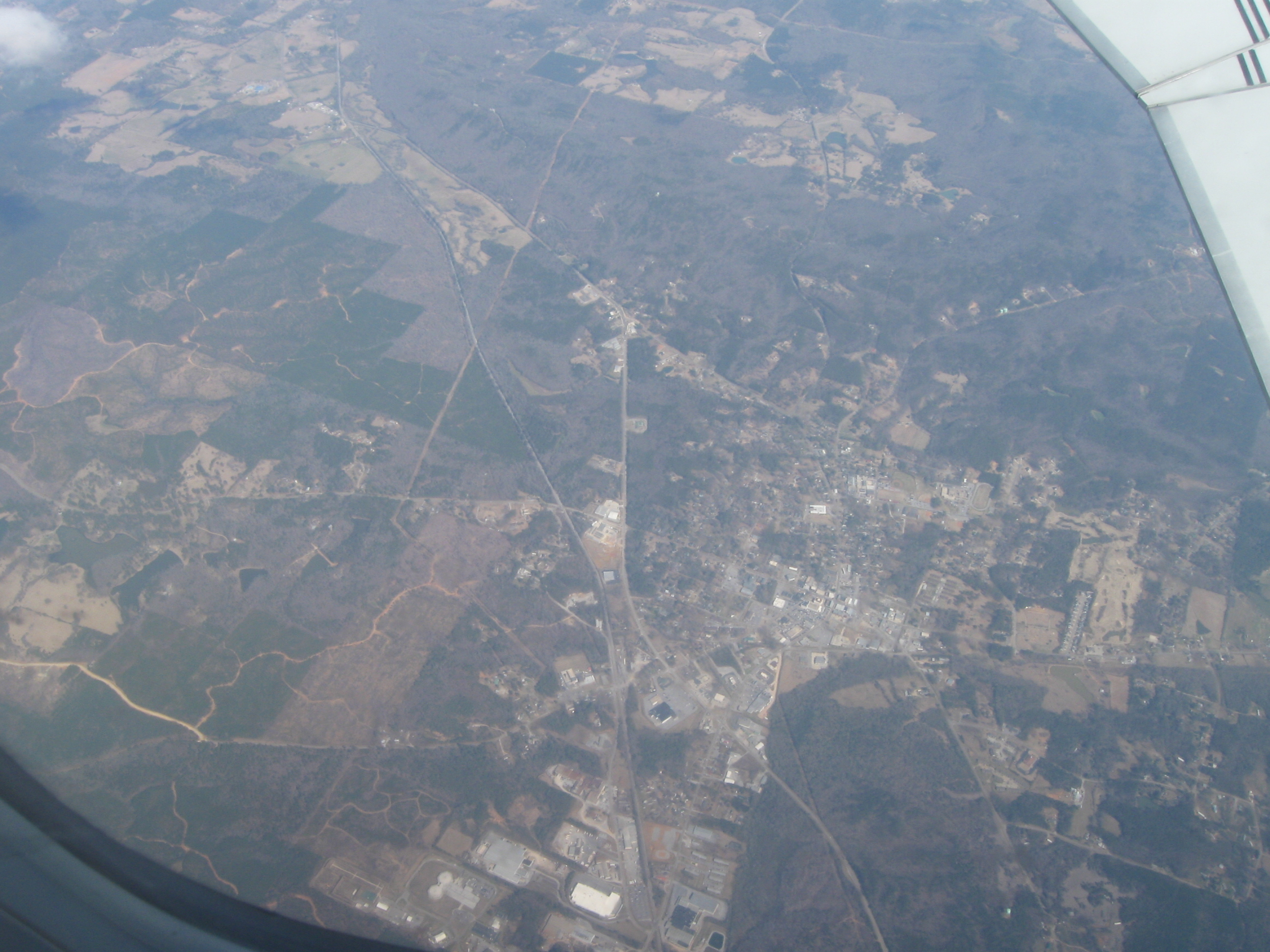
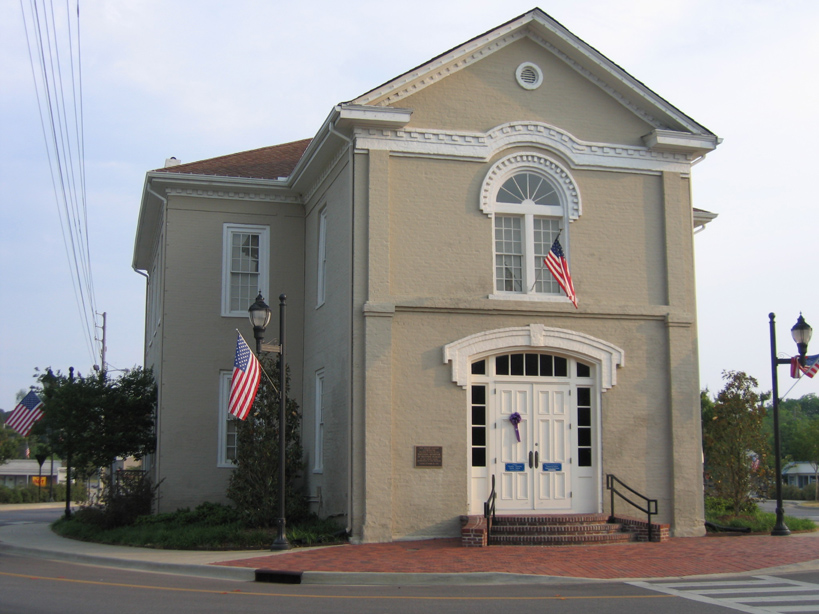
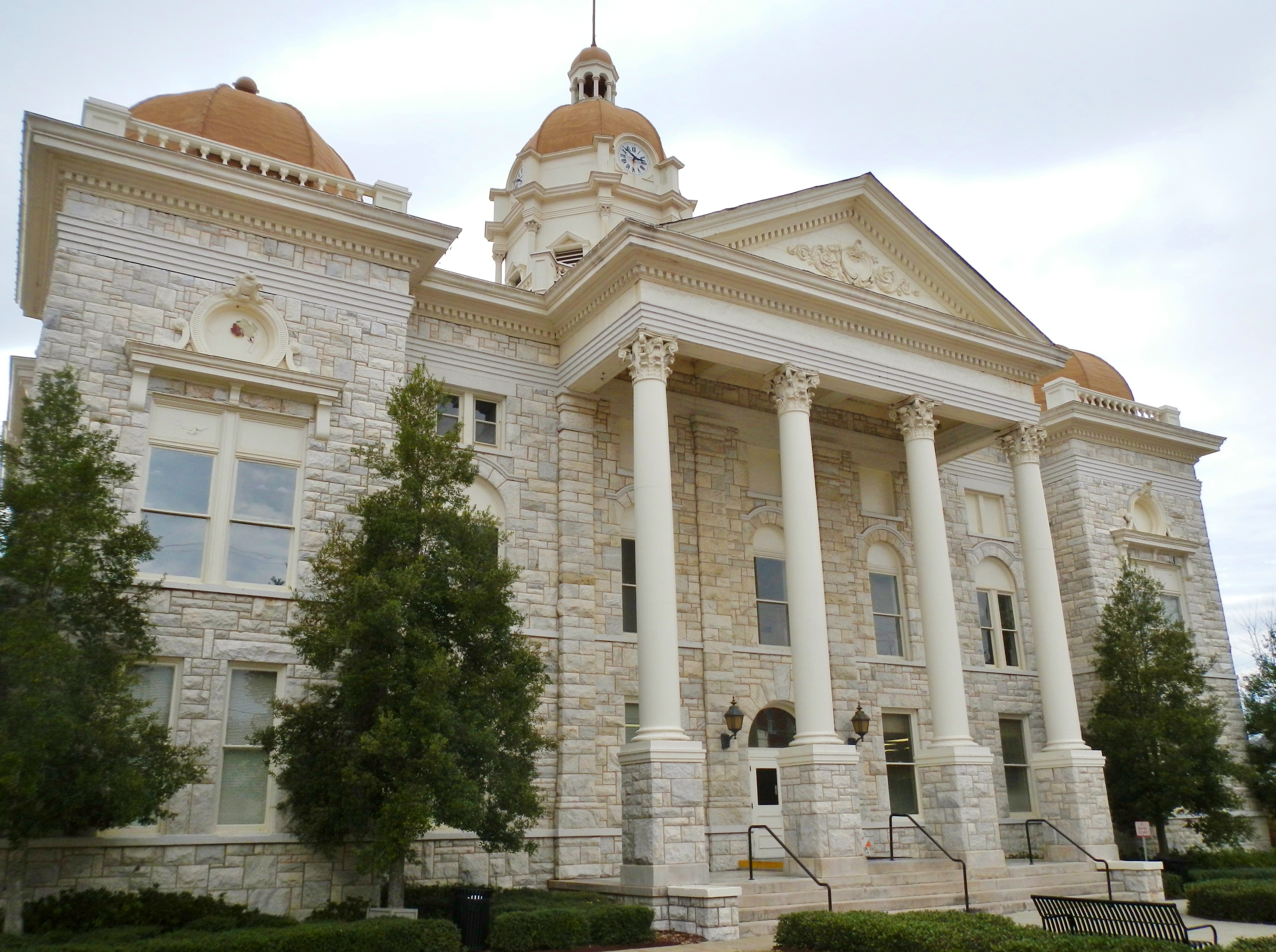

### تعداد عام 2010
بلغ عدد سكان كولومبيانا 4,197 نسمة بحسب تعداد عام 2010، وبلغ عدد الأسر 1,303 أسرة وعدد العائلات 874 عائلة مقيمة في المدينة. في حين سجلت الكثافة السكانية 93.1 نسمة لكل كيلومتر مربع (241.1/ميل2). وبلغ عدد الوحدات السكنية 1,445 وحدة بمتوسط كثافة قدره 32.1 لكل كيلومتر مربع (83.1/ميل2).
وتوزع التركيب العرقي للمدينة بنسبة 71.31% من البيض و25.14% من الأمريكيين الأفارقة و0.31% من الأمريكيين الأصليين و0.24% من الأمريكيين ذوي الأصول الآسيوية و0.07% من سكان جزر المحيط الهادئ و1.62% من الأعراق الأخرى و1.31% من عرقين مختلطين أو أكثر و3.03% من الهسبانيون أو اللاتينيون من أي عرق.
بلغ عدد الأسر 1,303 أسرة كانت نسبة 34.4% منها لديها أطفال تحت سن الثامنة عشر تعيش معهم، وبلغت نسبة الأزواج القاطنين مع بعضهم البعض 47.5% من أصل المجموع الكلي للأسر، ونسبة 14.7% من الأسر كان لديها معيلات من الإناث دون وجود شريك، بينما كانت نسبة 4.9% من الأسر لديها معيلون من الذكور دون وجود شريكة وكانت نسبة 32.9% من غير العائلات. تألفت نسبة 29.7% من أصل جميع الأسر من عدة أفراد يعيشون في نفس المنزل ونسبة 15.6% كانت تتألف من شخص يعيش بمفرده يبلغ من العمر 65 عاماً أو أكثر. وبلغ متوسط حجم الأسرة المعيشية 2.52، أما متوسط حجم العائلات فبلغ 3.15.
بلغ العمر الوسطي للسكان 37.8 عاماً. وكانت نسبة 19.7% من القاطنين تحت سن الثامنة عشر، وكانت نسبة 9.7% بين الثامنة عشر والرابعة والعشرين عاماً، ونسبة 32.2% كانت واقعةً في الفئة العمرية ما بين الخامسة والعشرين والرابعة والأربعين عاماً، ونسبة 24.3% كانت ما بين الخامسة والأربعين والرابعة والستين، ونسبة 14.1% كانت ضمن فئة الخامسة والستين عاماً فما فوق. وتوزع التركيب الجنسي للسكان بنسبة 54.8% ذكور و45.2% إناث.